# トマス・マッキーン
トマス・マッキーン（Thomas McKean, 1734年3月19日 - 1817年6月24日）は、アメリカ合衆国の弁護士、政治家。アメリカ独立戦争において大陸軍の指揮官を務め、デラウェア邦の代表として大陸会議に参加した。アメリカ独立宣言および連合規約に対してはデラウェア邦の代表として署名を行い、連合規約下の連合会議では第2代議長も務めた。デラウェア邦知事、ペンシルベニア邦（州）最高裁判所長官、ペンシルベニア州知事を歴任し、連邦党、民主共和党、そして無所属の政治家として政治活動を行った。

## 生い立ちと家族
1734年3月19日、マッキーンはペンシルベニア植民地においてウィリアム・マッキーンとレティシア・フィニーの息子として誕生した。両親はともに幼少時代にアイルランドからペンシルベニアへと移住したアルスター・スコッツであり、父親のウィリアムはニューロンドンで酒場を経営していた。トマス・マッキーンは1763年にメアリー・ボーデンと結婚し、ジョセフ、ロバート、エリザベス、レティシア、メアリー、アンの6子をもうけ、デラウェア植民地ニューキャッスルのストランド街22番地で暮らした。妻のメアリーは1773年に死去し、ニューキャッスルのイマニュエル聖公会墓地に埋葬された。マッキーンは1774年にサラ・アーミテージと再婚し、ペンシルベニア植民地フィラデルフィアのパイン通り沿いに家を建てた。サラとの間にはサラ、トマス、ソフィア、マリアの4子をもうけた。マッキーンの子供はすべてニューキャッスル長老派教会に所属し、最初のフィラデルフィア長老派教会の教会員となった。サラの息子のカルロス・フェルナンド・デ・イルホは1847年にスペインの首相となった。

## 青年期
マッキーンはニューロンドン学園においてフランシス・アリソン牧師から教育を受けた。マッキーンは16歳のときにデラウェア植民地のニューキャッスルへ移り、いとこのデイヴィッド・フィニーのもとで法律を学んだ。1755年、マッキーンはデラウェア植民地から弁護士として認可を受け、翌1756年にはペンシルベニア植民地でも弁護士の認可を受けた。
1756年、マッキーンはデラウェア植民地のサセックス郡において法務副長官に指名された。1762年から1775年まではデラウェア植民地議会の議員を務め、1772年には議長も務めた。1765年7月からは民事訴訟裁判所の判事も務め、1771年にはニューキャッスルの税関長も始めた。
18世紀のデラウェアは、政治的に「王党派」と「独立派」の2つの勢力に分かれていた。大部分は王党派であり、特にケント郡とサセックス郡でその勢力が強かった。植民地議会でも多数派を占めており、イギリス政府との和解を支持していた。一方、少数派の独立派は、ニューキャッスル郡に住むアルスター・スコッツが中心であり、イギリスからの可及的速やかな独立を主張していた。マッキーンは典型的な独立派の政治家であり、その運動を主導した

## 独立戦争

### 印紙法会議

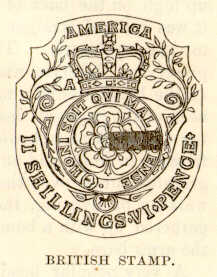
イギリスの収入印紙

1765年、ニューヨーク市で開催された印紙法会議において、マッキーンはシーザー・ロドニーとともにデラウェア植民地代表として出席した。マッキーンはその会議の投票手続きについて、各植民地がその大きさに関わらず等しく1票を投じる方法を提案し、採用された。この投票方法は、後の連合規約下の会議や、合衆国憲法下の上院議会でも各州平等の原則に基いて採用された。
マッキーンは間もなく、印紙法会議において、最も有力な代表の1人となった。マッキーンはイギリス議会への陳情書を執筆する委員を任され、またジョン・ラトリッジ、フィリップ・リビングストンとともに議事録の改訂を担当した。印紙法会議は印紙法に反対する共同の決議を採択した。
だが会議の最終日、すべての日程が完了したとき、議長のティモシー・ラグルズら数人の慎重派の代表は、陳情書への署名を拒否した。最初にラグルズが拒否の意思を示したとき、ラグルズは「主の良心に反する」と述べた。マッキーンはラグルズが「良心」という言葉を使ったことに対して怒号を交えて批判した。マッキーンはラグルズに対して会議の面前での決闘を申し込み、ラグルズはこれを受諾した。しかしながらラグルズは翌朝の夜明け前にニューヨークを立ち去り、決闘がなされることはなかった。

### 独立宣言と大陸会議

独立宣言の草案提出の様子を描いたジョン・トランブル画『独立宣言』。右から2番目にマッキーンが描かれている（壁の近くに座っている）。

1774年、マッキーンはフィラデルフィアに第2の家を建てたが、引き続きデラウェアでアメリカの独立を先導する指導者として活動した。マッキーンはジョージ・リード、シーザー・ロドニーとともにデラウェア植民地の代表として第1次大陸会議および第2次大陸会議に参加した。
マッキーンはぶれることなく独立を主張し、独立宣言を支持するよう説得にまわった。ジョージ・リードが独立に反対したとき、その説得に当たったのはマッキーンであった。また不在だったシーザー・ロドニーをデラウェアのドーバーから1晩かけてフィラデルフィアに呼び戻し、独立への支持を取り付けた。
マッキーンが独立を支持する票を投じてから数日後、マッキーンはニューヨークの防衛にあたっていたジョージ・ワシントンを支援するため大陸会議を離れ、フィラデルフィア第4大隊の大佐としてニュージャージ植民地のパースアンボイに向かった。その後1776年7月2日に独立宣言は採択され、同年8月2日までにほとんどの代表者が署名を行った。だが1777年1月17日に作成された複製にはマッキーンの署名がなかったため、マッキーンの署名はその後に書き加えられたものと推測されている。

## 連合規約と連合会議
マッキーンらはアメリカ独立の立場を継続していたが、保守的な第1回デラウェア邦議会は1776年10月の連合会議にマッキーンとシーザー・ロドニーの再選をしなかった。だがマッキーンは翌1777年10月の第2回デラウェア邦議会によって代議員に選任され、1783年2月1日まで代表を務めた。マッキーンは連合規約の起草を支援し、1781年3月1日に同案の採択に支持票を投じた。連合会議の初代議長サミュエル・ハンティントンが健康的理由により辞職すると、第2代連合会議議長にマッキーンが選出され、1781年7月10日から1781年11月4日まで議長を務めた。
マッキーンは連合会議議長として一院制の連合会議を統括し、当時のアメリカにおける最高行政府を管理した。またマッキーンは公文書において「プレジデント・オブ・ザ・ユナイテッド・ステイツ」の肩書きが適用された最初の人物となった。だがこの役職には、後の合衆国憲法下の大統領職に匹敵する行政権は与えられていなかった。マッキーンの任期中、イギリス陸軍はヨークタウンで投降した。

## デラウェアでの政治

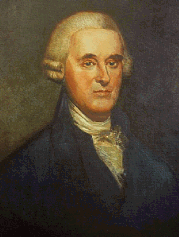
デラウェア邦知事時代のマッキーン

マッキーンはイギリス政府からの分離・独立を宣言するため、デラウェア植民地議会で奔走した。そしてデラウェア植民地は1776年6月15日にイギリスからの独立を決議し、マッキーンは同年8月に新たな州憲法を制定するための特別協議会の代表に選出された。マッキーンはペンシルベニアのフィラデルフィアからデラウェアのドーバーまでの長い道のりを1日で移動し、宿屋において1人で草案を書き上げた。この草案は1776年9月2日にデラウェア邦議会で採択され、この憲法は独立宣言後に起草された最初の邦憲法となった。
その後、マッキーンはデラウェア邦下院議会の最初の代議員として選出され、1776年と1778年の議会に参加した。1777年2月12日に議長のジョン・マッキンリーがデラウェア邦知事となり、マッキーンはその後任として議長に就任した。だが間もなくマッキンリー邦知事が逮捕・拘束されたため、議長のマッキーンが1777年9月22日から10月20日までの約1ヶ月間、知事代行として職務を執り行った。マッキーンは知事代行として正式な後任の知事の決定にあたり、フィラデルフィアでの連合会議に出席していたジョージ・リードを指名し、呼び戻した。
この時期、デラウェアは大規模な混乱に覆われていた。イギリス陸軍はフィラデルフィア、ウィルミントン、そしてニューキャッスル郡の北部を占領し、またイギリス海軍はデラウェア川からデラウェア湾までを支配下に置いていた。そのため、議会が開かれていたニューキャッスルは危険な状態となり、サセックス郡の中心都市ルイスは王党派によって分裂した。知事代行のマッキーンは民兵の追加募集を行い、事態の沈静化にあたった。

## ペンシルベニアでの政治

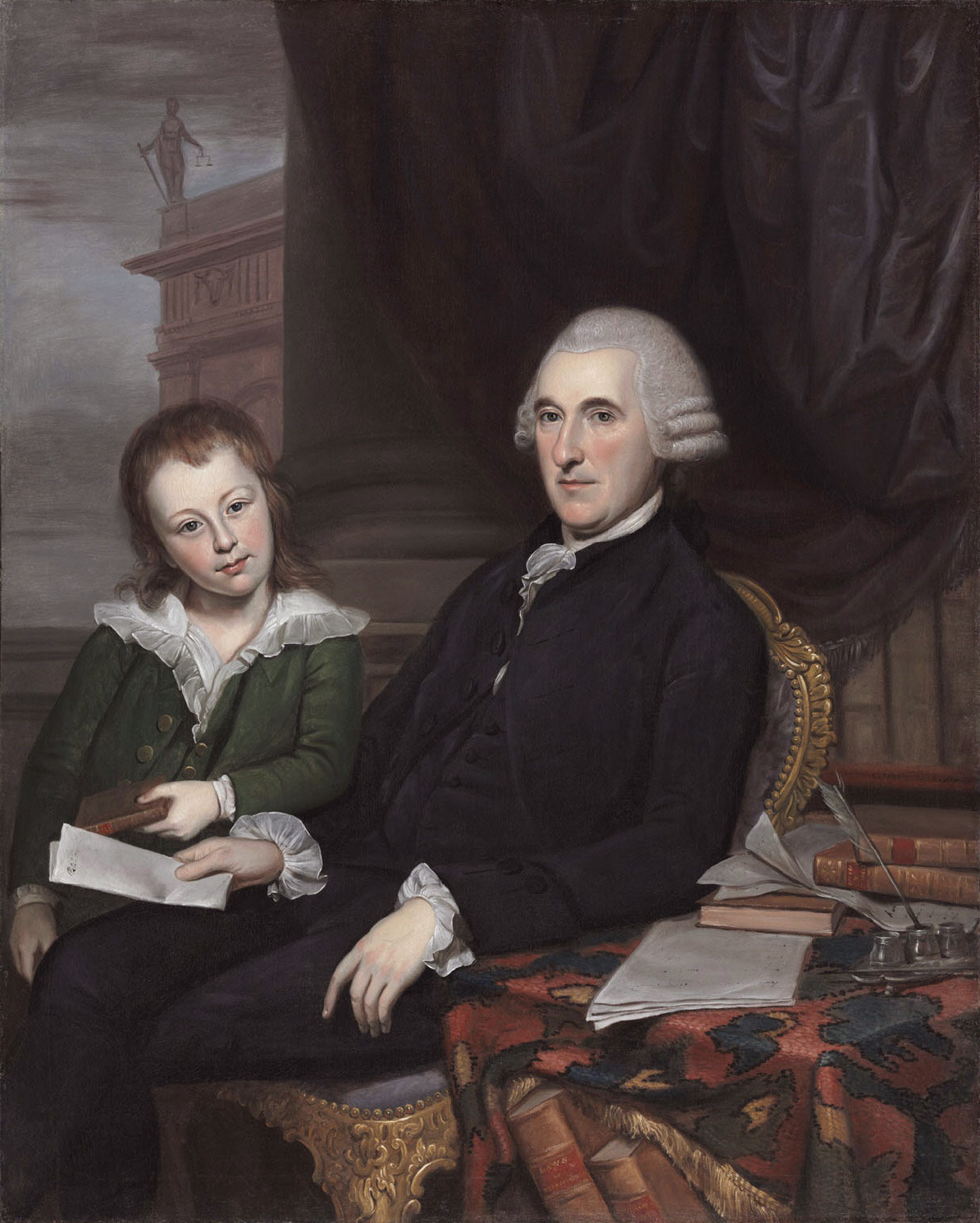
ペンシルベニア邦最高裁判所長官時代のマッキーン

マッキーンは1777年7月28日にペンシルベニア邦の最高裁判所長官として着任し、1799年まで20年以上にわたって職務を遂行した。マッキーンはペンシルベニア邦独立後の最高裁判所長官として多くの裁判制度の基礎を定めた。作家のジョン・コールマンはマッキーンの伝記を執筆するにあたり、以下のように述べている。
史料編纂において困難なことは、裁判記録その他の散在した文書を調査することだけだ。合衆国において独立した司法制度を確立したのはジョン・マーシャルではなくマッキーンであったが、その事実は史料編纂の困難さによって隠蔽されていた。マッキーンはペンシルベニア邦の最高裁判所長官として、ペンシルベニア邦憲法には欠陥があると考えた。ペンシルベニア邦憲法の下では、議会が制定した法律を裁判所が無効と判断することはできなかった。マッキーンは合衆国憲法下において違憲審査制が確立される10年以上も前に、司法審査権の必要さを認識していた。またマッキーンは、法廷における被告の権利拡大や刑法の改革を要求した。だがその一方で、女性の法的権利拡大や奴隷制度の段階的廃止に対しては、その必要性を認識しなかった。
マッキーンはペンシルベニア邦の代表として、アメリカ合衆国憲法を批准した。1789年間のペンシルベニア州憲法制定会議において行政府が強い権限を持つことを支持した。この当時、マッキーンは連邦党に所属していたが、連邦党の国内政策やイギリスとの妥協に対して不満を示し、1796年に民主共和党へと移った。
1799年12月17日、マッキーンはペンシルベニア州知事に選出され、1808年12月20日まで3期連続で知事を務めた。1799年の選挙では連邦党の指名候補者ジェイムズ・ロスを得票率54パーセント対46パーセントで破り、続く1802年の選挙でもジェイムズ・ロスを得票率83パーセント対17パーセントの圧倒的大差で破った。マッキーンは州政府執行部から連邦党員を徹底的に排除し、後に「猟官制度の父」と称された。だが1805年の3選を目指した選挙では所属する民主共和党と対立し、無所属として選挙に出馬した。民主共和党はマッキーンの対立候補としてサイモン・スナイダーを擁立し、これに対抗した。マッキーンは「クウィド」と呼ばれる連邦党員の支持を取り付け、スナイダーを得票率53パーセント対47パーセントで下した。その後、マッキーンは州政府から民主共和党員の排除を行った。
マッキーンによる強い行政府、あるいは強い司法権に対する信奉は、地元の大手新聞社オーロラのウィリアム・デュアンや、フィラデルフィアの人民派の博士マイケル・レイブによって強い非難を受けた。ウィリアム・デュアンらがマッキーン知事の弾劾を要求する抗議活動を先導したが、マッキーンは1805年にデュアンに対する名誉毀損訴訟を起こした。ペンシルベニア州下院は1807年にマッキーン知事の弾劾を決議した。マッキーンが知事を辞任し、またすべての訴訟が解決したとき、マッキーンの息子ジョセフは、デュアンの弁護士が「マッキーンはペンシルベニアの人民を『田舎者』と罵倒した」と述べたことに対して非難をした。
知事を辞任後、マッキーンはすべての人民に対する無償教育の拡張などを主張した。また1812年に起こった米英戦争では、80歳にしてフィラデルフィアの市民団体を先導し、都市の防衛に当たった。マッキーンは政治問題について議論し、また投資や不動産を通じて獲得した財産をもとに、フィラデルフィアで隠居生活を送った。

## 死とその後
1817年6月24日、マッキーンはペンシルベニア州フィラデルフィアにおいて死去した。マッキーンはフィラデルフィア長老派教会墓地に埋葬された最初の人物となった。1843年、マッキーンの遺体はフィラデルフィアのローレルヒル墓地に移された。マッキーンの死後、その功績を称えて、フィラデルフィアのマッキーン通りや、ペンシルベニア州のマッキーン郡にその名が付けられた。
マッキーンは6フィート（約183センチメートル）を超える長身であり、常に大きな三角帽子を被り、金の素敵なステッキを持ち歩いていた。また気は短く、活発な性格であった。顔のつくりはのっぺりとしており、鷹のような鼻と、情熱的な目をしていた。マッキーンは「気高く、要領が悪いために周りの人から反感を買っていた」人物として知られていたが、「冷静で、誇り高く、虚栄心が強かった」人物としても知られていた。ジョン・アダムズはマッキーンについて「大陸会議を最も上手に終結させるために私の前に現われた、3人のうちの1人」と評した。

## 公職
マッキーンの公職は次の通り。
| 役職                         | 区分         | 場所             | 選出           | 着任           | 離任                  | 備考             |
| ---------------------------- | ------------ | ---------------- | -------------- | -------------- | --------------------- | ---------------- |
| 法務副長官                   | 司法府       | ルイス           |                | 1756年         | 1758年                | サセックス郡     |
| デラウェア植民地議会         | 立法府       | ニューキャッスル | 1762年10月1日  | 1762年10月20日 | 1763年10月20日        |                  |
| デラウェア植民地議会         | 立法府       | ニューキャッスル | 1763年10月1日  | 1763年10月20日 | 1764年10月20日        |                  |
| デラウェア植民地議会         | 立法府       | ニューキャッスル | 1764年10月1日  | 1764年10月20日 | 1765年10月21日        |                  |
| 民事訴訟裁判所               | 司法府       | ニューキャッスル |                | 1765年         | 1774年                | 裁判官           |
| 印紙法会議                   | 立法府       | ニューヨーク     | 1765年9月21日  | 1765年10月7日  | 1765年10月19日        | [ 注釈 2 ]       |
| デラウェア植民地議会         | 立法府       | ニューキャッスル | 1765年10月1日  | 1765年10月21日 | 1766年10月20日        |                  |
| デラウェア植民地議会         | 立法府       | ニューキャッスル | 1766年10月1日  | 1766年10月20日 | 1767年10月20日        |                  |
| デラウェア植民地議会         | 立法府       | ニューキャッスル | 1767年10月1日  | 1767年10月20日 | 1768年10月20日        |                  |
| デラウェア植民地議会         | 立法府       | ニューキャッスル | 1768年10月1日  | 1768年10月20日 | 1769年10月20日        |                  |
| デラウェア植民地議会         | 立法府       | ニューキャッスル | 1769年10月1日  | 1769年10月20日 | 1770年10月20日        |                  |
| デラウェア植民地議会         | 立法府       | ニューキャッスル | 1770年10月1日  | 1770年10月20日 | 1771年10月21日        |                  |
| デラウェア植民地議会         | 立法府       | ニューキャッスル | 1771年10月1日  | 1771年10月21日 | 1772年10月20日        |                  |
| デラウェア植民地議会         | 立法府       | ニューキャッスル | 1772年10月1日  | 1772年10月20日 | 1773年10月20日        | 議長             |
| デラウェア植民地議会         | 立法府       | ニューキャッスル | 1773年10月1日  | 1773年10月20日 | 1774年10月20日        |                  |
| 大陸会議                     | 立法府       | フィラデルフィア | 1774年8月2日   | 1774年9月5日   | 1774年10月26日        |                  |
| デラウェア植民地議会         | 立法府       | ニューキャッスル | 1774年10月1日  | 1774年10月20日 | 1775年10月20日        |                  |
| 大陸会議                     | 立法府       | フィラデルフィア | 1775年3月16日  | 1775年5月10日  | 1775年10月21日        |                  |
| デラウェア植民地議会         | 立法府       | ニューキャッスル | 1775年10月1日  | 1775年10月20日 | 1776年6月15日         |                  |
| デラウェア植民地議会         | 立法府       | ニューキャッスル | 1775年10月21日 | 1775年10月21日 | 1776年11月7日         |                  |
| デラウェア邦憲法制定会議     | 憲法制定会議 | ニューキャッスル | 1776年8月19日  | 1776年8月27日  | 1776年9月21日         |                  |
| デラウェア邦下院             | 立法府       | ニューキャッスル | 1776年10月21日 | 1776年10月28日 | 1777年9月22日         | 議長             |
| ペンシルベニア邦最高裁判所   | 司法府       | フィラデルフィア |                | 1777年7月28日  | 1799年12月17日        | 長官             |
| デラウェア邦知事             | 行政府       | ニューキャッスル |                | 1777年9月22日  | 1777年10月20日        | 代行             |
| 大陸会議                     | 立法府       | ヨーク           | 1777年12月17日 | 1777年12月17日 | 1778年12月17日6月27日 |                  |
| 大陸会議                     | 立法府       | フィラデルフィア | 1777年12月17日 | 1778年7月2日   | 1779年1月18日         |                  |
| デラウェア邦下院             | 立法府       | ドーバー         | 1778年10月1日  | 1778年10月20日 | 1779年10月20日        |                  |
| 大陸会議                     | 立法府       | フィラデルフィア | 1779年1月18日  | 1779年1月18日  | 1779年12月22日        |                  |
| 大陸会議                     | 立法府       | フィラデルフィア | 1779年12月24日 | 1779年12月24日 | 1781年2月10日         |                  |
| 大陸会議                     | 立法府       | フィラデルフィア | 1781年2月10日  | 1781年2月10日  | 1781年3月1日          |                  |
| 連合会議                     | 立法府       | フィラデルフィア | 1781年2月10日  | 1781年3月1日   | 1781年11月3日         | 議長             |
| 連合会議                     | 立法府       | フィラデルフィア | 1781年2月10日  | 1781年11月5日  | 1782年2月2日          |                  |
| 連合会議                     | 立法府       | フィラデルフィア | 1782年2月2日   | 1782年2月2日   | 1782年11月2日         |                  |
| 連合会議                     | 立法府       | フィラデルフィア | 1782年2月2日   | 1782年11月4日  | 1783年2月1日          |                  |
| ペンシルベニア州憲法制定会議 | 憲法制定会議 | フィラデルフィア |                | 1789年         | 1790年                | ペンシルベニア州 |
| ペンシルベニア州知事         | 行政府       | フィラデルフィア | 1799年         | 1799年12月17日 | 1802年12月15日        | ペンシルベニア州 |
| ペンシルベニア州知事         | 行政府       | フィラデルフィア | 1802年         | 1802年12月15日 | 1805年12月18日        | ペンシルベニア州 |
| ペンシルベニア州知事         | 行政府       | フィラデルフィア | 1805年         | 1805年12月18日 | 1808年12月20日        | ペンシルベニア州 |

### 選挙結果
| 年     | 役職                 | 州               |  | 氏名               | 政党       | 得票数 | 得票率 |  | 対立候補             | 政党       | 得票数 | 得票率 |
| ------ | -------------------- | ---------------- |  | ------------------ | ---------- | ------ | ------ |  | -------------------- | ---------- | ------ | ------ |
| 1799年 | ペンシルベニア州知事 | ペンシルベニア州 |  | トマス・マッキーン | 民主共和党 | 38,036 | 54%    |  | ジェイムズ・ロス     | 連邦党     | 32,641 | 46%    |
| 1802年 | ペンシルベニア州知事 | ペンシルベニア州 |  | トマス・マッキーン | 民主共和党 | 47,879 | 83%    |  | ジェイムズ・ロス     | 連邦党     | 9,499  | 17%    |
| 1805年 | ペンシルベニア州知事 | ペンシルベニア州 |  | トマス・マッキーン | 無所属     | 43,644 | 53%    |  | サイモン・スナイダー | 民主共和党 | 38,438 | 47%    |